# Velekněz (judaismus)
Velekněz (hebrejsky כהן גדול‎, kohen gadol) byl nejvyšší kněz v rámci starého judaismu až do zničení Druhého chrámu. Všichni velekneží museli náležet ke kastě kněží – kohenů, potomkům Áróna. To se odráží i v hebrejském názvu, kohen gadol znamená doslova „velký kohen“.

## Historie
S rostoucí populací kohanim byl ustanoven titul velekněze, který byl nejprve vybírán podle běžného nástupnického pravidla (nejstarší syn zaujímá místo otce – Leviticus 6,15) a jeho titul byl doživotní. Za prvního velekněze je tradičně považován Áron. Pokud neměl kněz syny, přešel úřad na jeho bratra případně na jeho synovce.[zdroj⁠?!] Později byl velekněz volen. Časem byla funkce zpolitizována a velekněz by spíše politickou figurou dosazovanou podle vůle vladaře, což se dělo především za vlády Seleukovců a Římanů. K ojedinělém případu došlo za vlády Hasmonejců, kteří ve svých vladařských funkcích spojili jak titul krále, tak i titul velekněze.
V náboženské tradici byl velekněz jediným člověkem, který směl vyslovit Boží jméno JHVH. Dělo se tak vždy jednou v roce na Jom kipur, kdy velekněz vcházel do nejsvětější svatyně Chrámu. Během období jednoho týdnu před Jom kipur se měl očišťovat a připravovat na tento úkon a službu za něj přebíral prozatímní velekněz.

## Velekněžský oděv

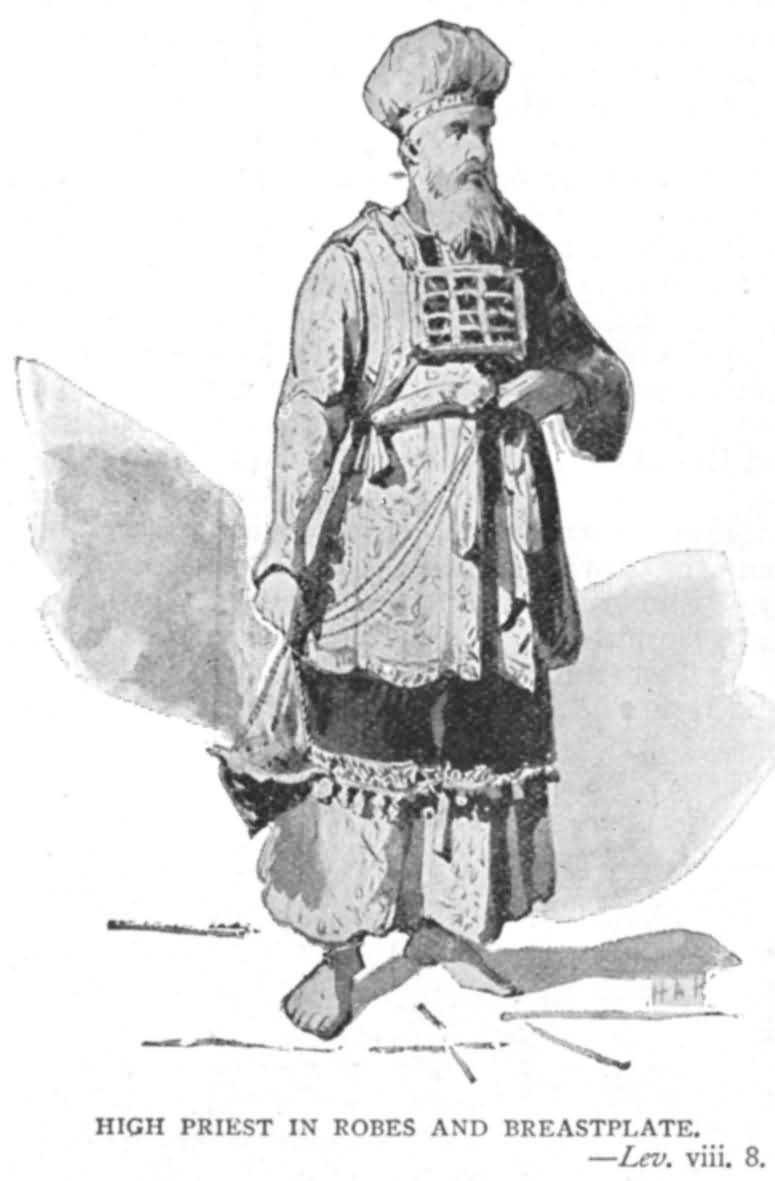
Velekněz v kněžském obleku

Podle traktátu Mišny Zevachim nesmí obětní bohoslužbu provádět nikdo jiný než kohen, který je k tomu náležitě oblečen. Oblečení kohena se skládá ze čtyř svatých šatů – בגדי קודש‎, bigdej kodeš nebo בגדי כהונה‎ bigdej kehuna (kněžský oděv):
כתונת‎ – kutonetsuknice, plášť, tunika, vyrobena ze lnu, pokrývající celé tělo,
אבנט‎ – avnetpás, šerpa, pestře vyšitá, lněná,
מכנסיים‎ – michnasajimspodní krátké kalhoty „aby zakryly nahotu jejich těla“,
מצנפת‎ – micnefetturban, pro obyčejné kněze byl menší a špičatější než pro velekněze, velekněžský turban byl větší a plošší.
Velekněz dále oblékal tyto čtyři další části:
מעיל‎ – me'ilpřehoz, purpurový plášť bez rukávů, který měl velekněz přes katonet, ozdobený zlatými ozdobami ve tvaru granátových jablek,
אפוד‎ – efodbohatě vyšívaná svrchní vesta,
חושן‎ – chošennáprsní štít s dvanácti drahokamy, na každém z nich bylo vyryto jméno jednoho z izraelských kmenů, pravděpodobně k němu náležely i kameny Urim a Tumim. Drahokamy měly být následující (pravděpodobně – výklady se ohledně jednotlivých kamenů liší): karneol, topaz, smaragd, malachit, safír, onyx, jantar nebo opál, achát, ametyst, lazurit, beryl, rubín.
ציץ‎ – cicštítek s nápisem קדוש ליהוה‎ (kadoš la-Adonaj, svatý Hospodinův).
Velekněz, jako všichni kohenové, prováděl bohoslužby bosý.